# La casa de papel
La casa de papel (spanska: Pappershuset) är en spansk TV-serie skapad av Álex Pina som hade premiär 2017 på spanska TV-kanalen Antena 3 och globalt 2019 på strömningstjänsten Netflix. I engelskspråkiga länder går serien under namnet Money Heist.

## Handling
Serien kretsar kring en grupp rånare och dess ledare känd som Professorn som planerar kupp mot Kungliga spanska myntverket, de olika rånarna bär namn uppkallad efter städer som kodnamn. Rånarna bär röda overaller och masker som föreställer konstnären Salvador Dalí.

## Rollista
- Úrsula Corberó – Silene Oliveira (Tokyo)
- Álvaro Morte – Sergio Marquina (Professorn) / Salvador "Salva" Martín
- Itziar Ituño – Raquel Murillo (Lissabon)
- Pedro Alonso – Andrés de Fonollosa (Berlin)
- Paco Tous – Agustín Ramos (Moskva)
- Alba Flores – Ágata Jiménez (Nairobi)
- Miguel Herrán – Aníbal Cortés (Rio)
- Jaime Lorente – Ricardo / Daniel[a] Ramos (Denver)
- Esther Acebo – Mónica Gaztambide (Stockholm)
- Enrique Arce – Arturo Román
- María Pedraza – Alison Parker
- Darko Perić – Mirko Dragic (Helsingfors)
- Kiti Mánver – Mariví Fuentes
- Hovik Keuchkerian – Santiago Lopez (Bogotá)
- Luka Peroš – Jakov (Marseille)
- Belén Cuesta – Julia Martinez
- Fernando Cayo – Colonel Luis Tamayo
- Rodrigo de la Serna – Martín Berrote (Palermo / Ingenjören)
- Najwa Nimri – Alicia Sierra

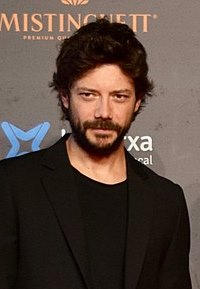
Álvaro Morte spelar Professorn.
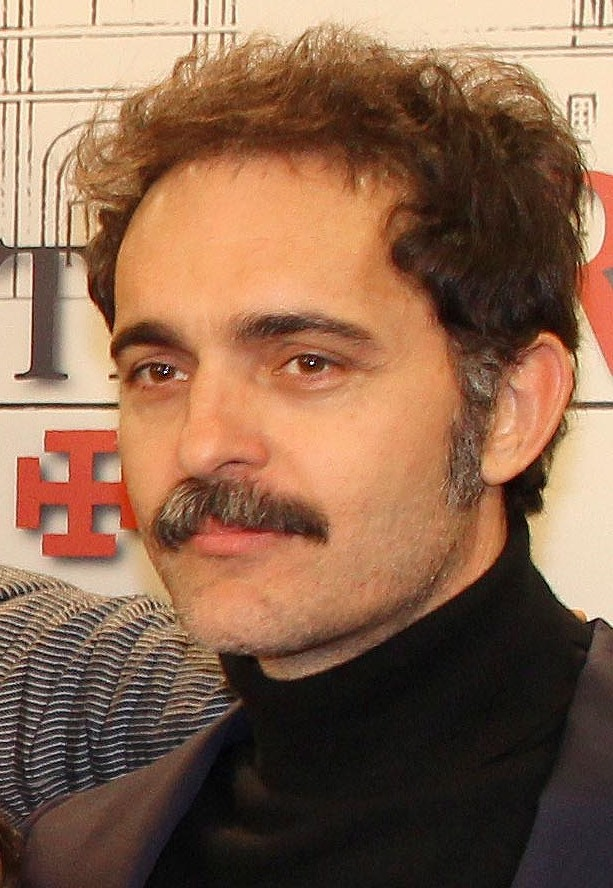
Pedro Alonso spelar Berlin.
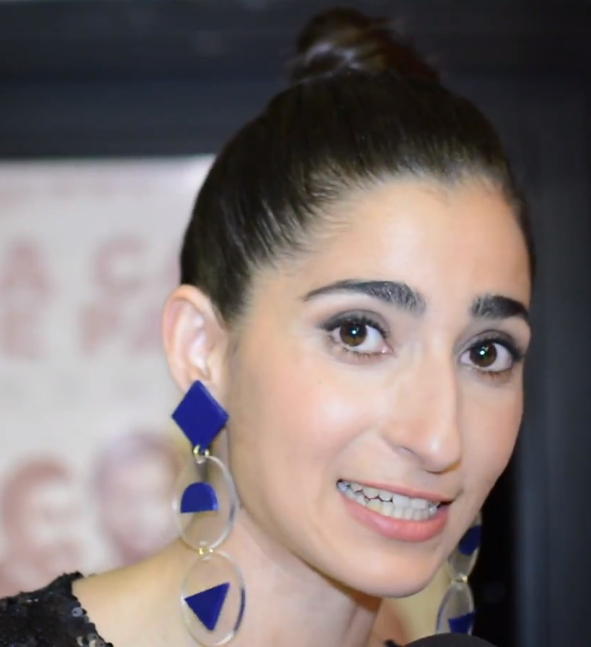
Alba Flores spelar Nairobi.
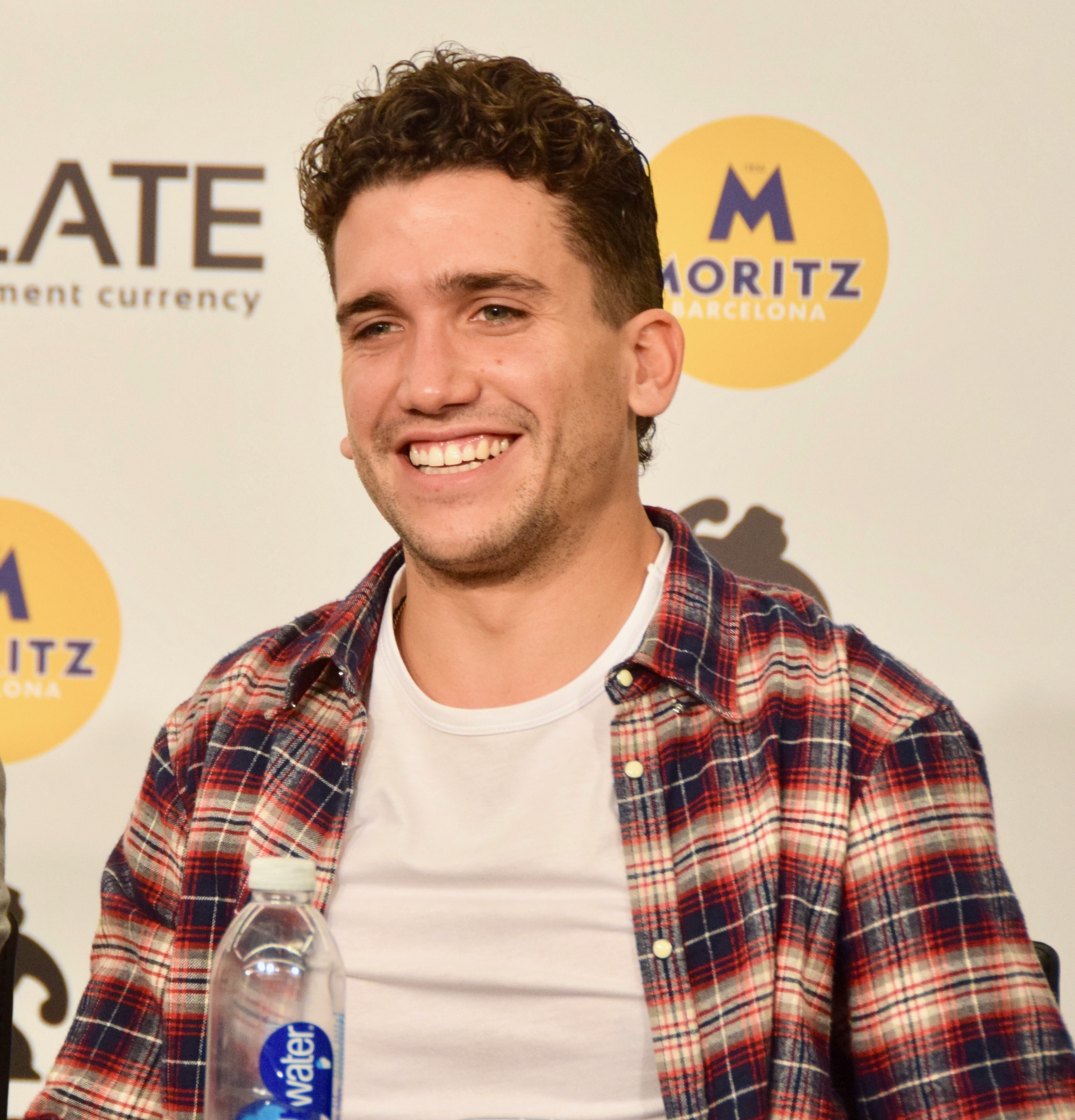
Jaime Lorente spelar Denver.
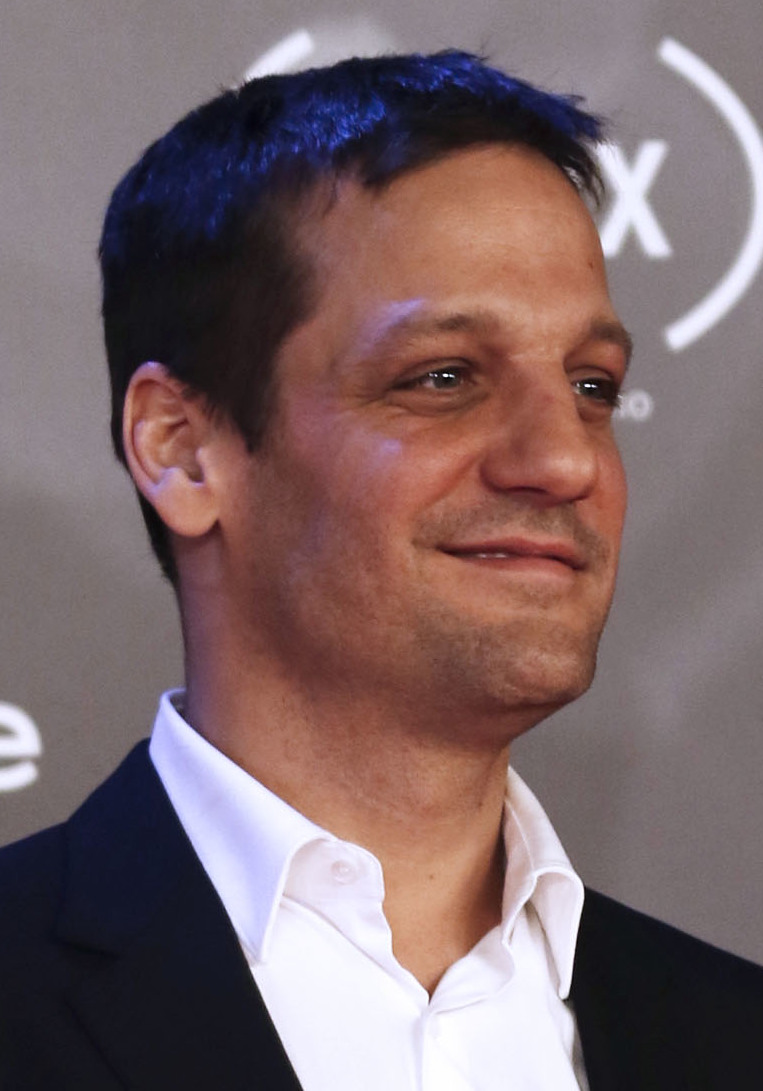
Rodrigo de la Serna spelar Palermo.

## Mottagande
La casa de papel blev en av Netflix mest sedda icke-engelskspråkiga serie. Låten Bella ciao som spelas många gånger i serien blev populär 2018.

## Adaption och spinoff
I november 2020 utannonserade Netflix att en sydkoreansk adaption av TV-serien var under produktion producerades av BH Entertainment och Contents Zium. Serien hade premiär på Netflix 24 juli 2022 med titeln La Casa de papel: Korea.
I november 2021 utannonserade Netflix att en spin-off med titeln Berlin var under produktion som hade premiär 2023.